# Whitehall Stadium
Het Whitehall Stadium is een multifunctioneel stadion in Dublin, de hoofdstad van Ierland. Het stadion wordt vooral gebruikt voor voetbalwedstrijden, de voetbalclubs Drumcondra FC en Home Farm FC maken gebruik van dit stadion. In het stadion is plaats voor 4.000 toeschouwers. Het stadion werd geopend in 1984.
In mei 2019 wordt van het voetbalstadion gebruik gemaakt voor het Europees kampioenschap voetbal mannen onder 17.